# Ō̌
Ō̌ (minuskule ō̌) je speciální znak latinky. Nazývá se O s vodorovnou čárkou a háčkem. Ō̌ používá pouze indiánský jazyk kaska. Řadí se do skupiny athabaských jazyků a má asi 240 rodilých mluvčích. Používá se v Kanadě, konkrétně v Severozápadních teritoriích, v Yukonu a v Britské Kolumbii.

## Unicode
V Unicode mají písmena Ō̌ a ō̌
- Ō̌: buď <U+014C, U+030C> nebo <U+004F, U+0304, U+030C>
- ō̌: buď <U+014D, U+030C> nebo <U+006F, U+0304, U+030C>